# Ulatowo-Słabogóra
Ulatowo-Słabogóra – wieś w Polsce położona w województwie mazowieckim, w powiecie przasnyskim, w gminie Jednorożec. Ma status sołectwa.
W latach 1975–1998 miejscowość administracyjnie należała do województwa ostrołęckiego.
Przez miejscowość przepływa Ulatówka, niewielka rzeka dorzecza Narwi, dopływ Orzyca.
Wierni Kościoła rzymskokatolickiego należą do parafii św. Floriana w Jednorożcu. 